# Kurtziella margaritifera
Kurtziella margaritifera is een slakkensoort uit de familie van de Mangeliidae. De wetenschappelijke naam van de soort is voor het eerst geldig gepubliceerd in 1953 door Fargo.